# Oleg Homola
Oleg Homola starší (31. ledna 1921 Praha – 8. prosince 2001) byl český a československý literární vědec, spisovatel, ředitel Památníku národního písemnictví. Do roku 1969 působil i jako politik Komunistické strany Československa, poválečný poslanec Ústavodárného Národního shromáždění, Národního shromáždění ČSR, Národního shromáždění ČSSR a Sněmovny lidu Federálního shromáždění.

## Biografie
Jeho otcem byl generál a popravený odbojář Bedřich Homola, matkou Galina Homolová (rozená Faddějeva; 1900–1960). Vystudoval malostranskou reálku a započal studium architektury, které ale bylo přerušeno po studentských bouřích v listopadu 1939. Byl internován v koncentračním táboře Sachsenhausen, kde pod vlivem spoluvězňů dospěl k levicovým názorům. Po návratu zjistil, že ho mezitím opustila dívka a krátce nato byl popraven jeho otec. Po pražském povstání v květnu 1945 se profiloval jako studentský vůdce. Působil jako malíř a spisovatel (erotická novela Třešňový andílek, román z prostředí koncentračního tábora Slunce v aspiku nebo detektivní novela Modelka). K roku 1954 se profesně uvádí jako ústřední tajemník Ústředního výboru Svazu československo-sovětského přátelství (ÚV SČSP).
V parlamentních volbách v roce 1946 byl zvolen poslancem Ústavodárného Národního shromáždění za KSČ. V parlamentu setrval do konce funkčního období, tedy do voleb do Národního shromáždění roku 1948. V nich se poslancem nestal. Poslanecké křeslo ovšem nabyl dodatečně v březnu 1953 za KSČ ve volebním kraji Praha jako náhradník poté, co rezignovala poslankyně Marie Šplíchalová. Mandát získal i ve volbách do Národního shromáždění roku 1954 (volební kraj Praha-venkov), volbách do Národního shromáždění roku 1960 (po nich poslancem Národního shromáždění ČSSR) a volbách do Národního shromáždění roku 1964. X. sjezd KSČ, XI. sjezd KSČ a XII. sjezd KSČ (1962) ho zvolil kandidátem Ústředního výboru Komunistické strany Československa.
V Národním shromáždění zasedal do roku 1968, kdy se v souvislosti s federalizací Československa přesunul do Sněmovny lidu Federálního shromáždění. V prosinci 1969 na mandát rezignoval. Dne 18. října 1968 se při hlasování o dočasném pobytu vojsk Varšavské smlouvy zdržel hlasování (spolu s 9 dalšími poslanci, 4 hlasovali proti pobytu), za tento čin dostal stranickou důtku, byl přesunut z místa náměstka ministra kultury a informací (ředitel odboru knihovnictví a muzejnictví, literátní a zámecké archivnictví MKI) na post ředitele Památníku národního písemnictví (PNP). Zpracoval zde slovník českých nakladatelů (Přehled osob a institucí zajišťujících náklad, výrobu a prodej českých tisků, 1460–1918) a zabýval se restaurátorstvím., Po vyloučení z KSČ dne 13. srpna 1970 byl sesazen z místa ředitele na místo odborného pracovníka literárního archivu PNP. Byl také zařazen na Seznam osob doporučených k zařazení do jednotné centrální evidence představitelů a exponentů pravice.
V dubnu 1990 mu ministr kultury Milan Lukeš předal rehabilitační dekret za „neohrožené hájení demokratických principů“. Polistopadový ředitel Památníku Národního písemnictví Pravoslav Kneidl poděkoval při příležitosti narozenin Olega Homoly dne 30. ledna 1991 takto:
Jsme si vědomi toho jak jste svým pevným postojem a osobní statečností zabránil postihu pracovníků PNP a represáliím, které byly v jiných organizacích běžné
Pravoslav Kneidl, 30. ledna 1991, 

## RománSlunce v aspiku
V říjnu 2021 vyšel (k výročí 100 let od narození autora a 20 let po jeho smrti) v rodinném nakladatelství ZHOLA rozsáhlý (485 stránek) autobiografický román s názvem Slunce v aspiku, který edičně, redakčně a graficky připravil jeho syn Zdeněk Homola. Autorem objemného románu, jehož předloha čítala přes tisíc normostran, je Oleg Homola, který strojopisnou předlohu románu sepsal v normalizačních letech 1984 až 1985.
Román Slunce v aspiku pojednává o internaci 1230 českých vysokoškolských studentů v koncentračním táboře Sachsenhausen v letech 1939–1942. (Jednalo se o nacistickou pomstou za nepokoje 15. listopadu 1939 při pohřbu zastřeleného medika Jana Opletala.) Dle vyjádření historiků se jedná o zatím nejúplnější literárně zpracované osobní svědectví o životě vězněných vysokoškoláků v tomto německém „vzorovém“ koncentračním táboře. Nezanedbatelnou roli hraje i faktografické pozadí románu umocněné literárně hodnotným, nápaditým jazykem autora, kterým popisuje strastiplný život studentů v nesmírně krutém prostředí esesáky střeženého nacistického lágru. Kniha obsahuje 15 barevných ilustrací. Jedná se o olejomalby a akvarely Olega Homoly inspirované a evokované vzpomínkami na jeho pobyt v koncentračním táboře.
V rozsáhlém Homolově díle jsou zmiňovány i některé československé osobnosti, v Sachsenhausenu internované, například Josef Čapek; dirigent a hudební vědec František Marušan (* 20. října 1919, Příbor, okres Nový Jičín); houslista Bohumír Červinka; novinář Ivan Herben a Antonín Zápotocký).
Autor, projektovaný do hlavní postavy příběhu – studenta Kosti, prodělá v tomto „vývojovém románu“ (pod vlivem extrémně nelidského prostředí) zásadní osobnostní i světonázorovou změnu. Po Hitlerově vítězství ve volbách v Německu v roce 1933 byli jeho političtí odpůrci – němečtí levicoví politici (senátoři a poslanci bývalé německé republiky) zatčeni a byli to právě oni, kdo v roce 1936 (coby političtí vězni) byli nuceni postavit koncentrační tábor. Logicky tak v táborové vězeňské hierarchii zastávali v letech 1939 až 1942 klíčové funkce v tamní samosprávě. Ačkoliv obecně sehrávali v nacistickém lágru kladnou roli, byli někteří z nich komunisté s postranním úkolem – pomocí slibů o budoucím rudém ráji na zemi získávat pro komunistické myšlenky zbrusu nové (nejlépe mladé) adepty. A jedním z těch, koho zmámila ideologie těchto „rudých srdcí“, byl i student Kosťa – autor románu – Oleg Homola.

KT Sachsenhausen
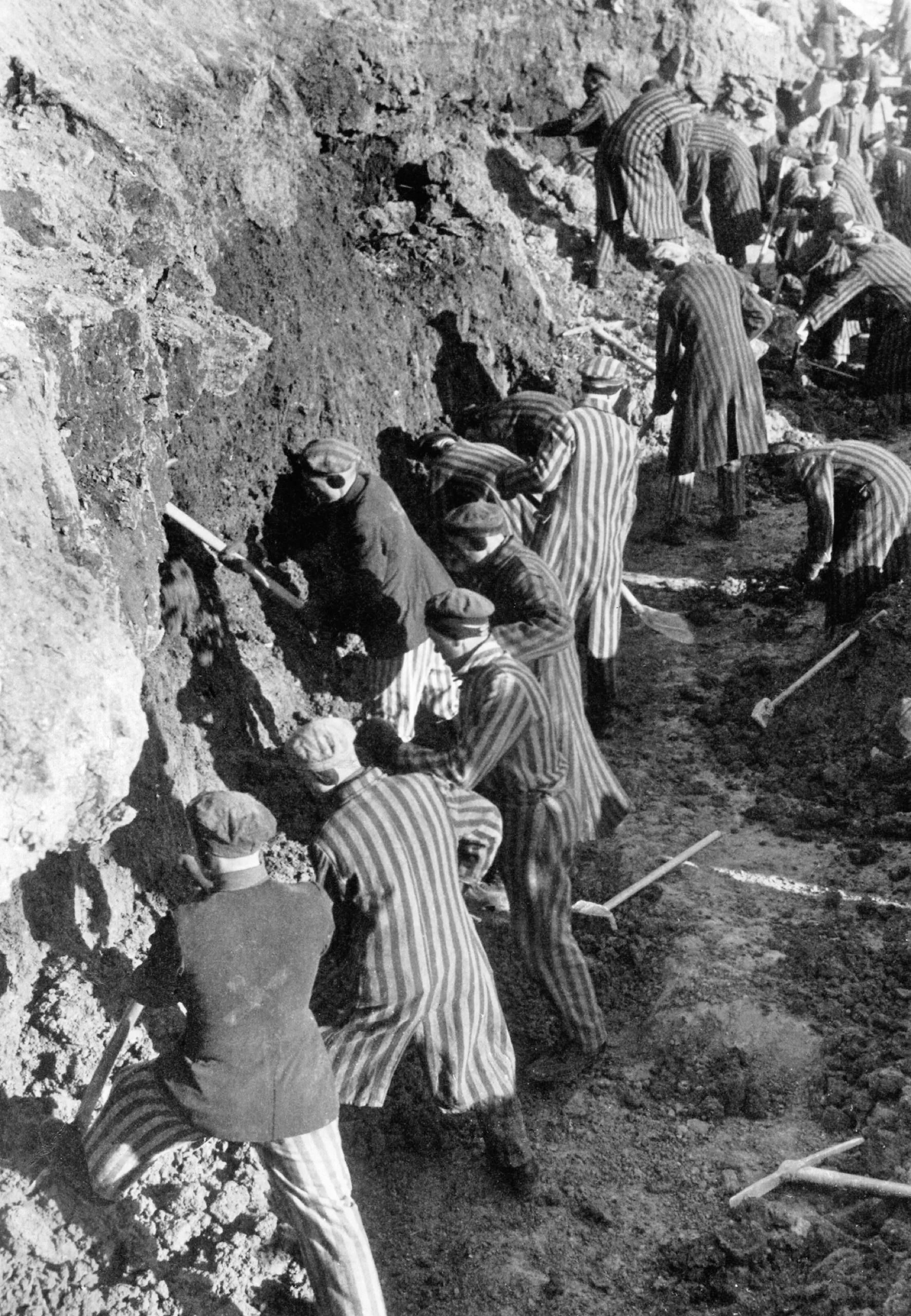
Vězni při zemních pracích (rok 1936)
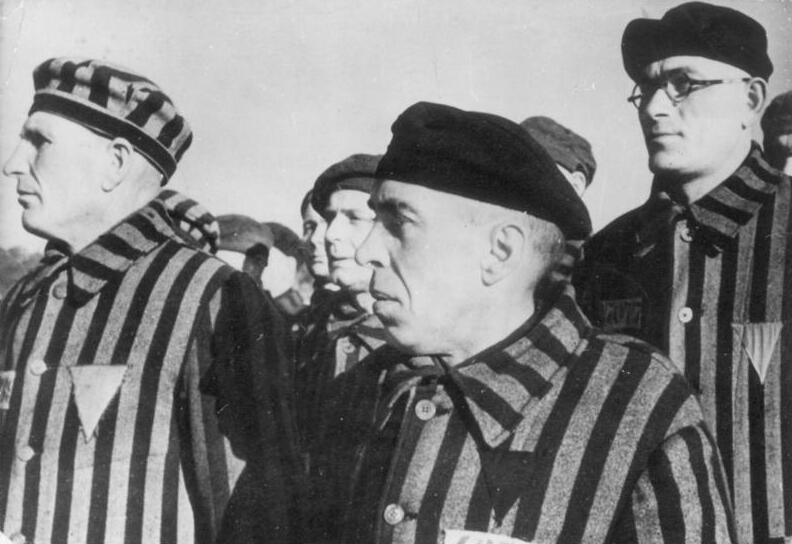
Vězni v roce 1936 během nástupu[p. 1]
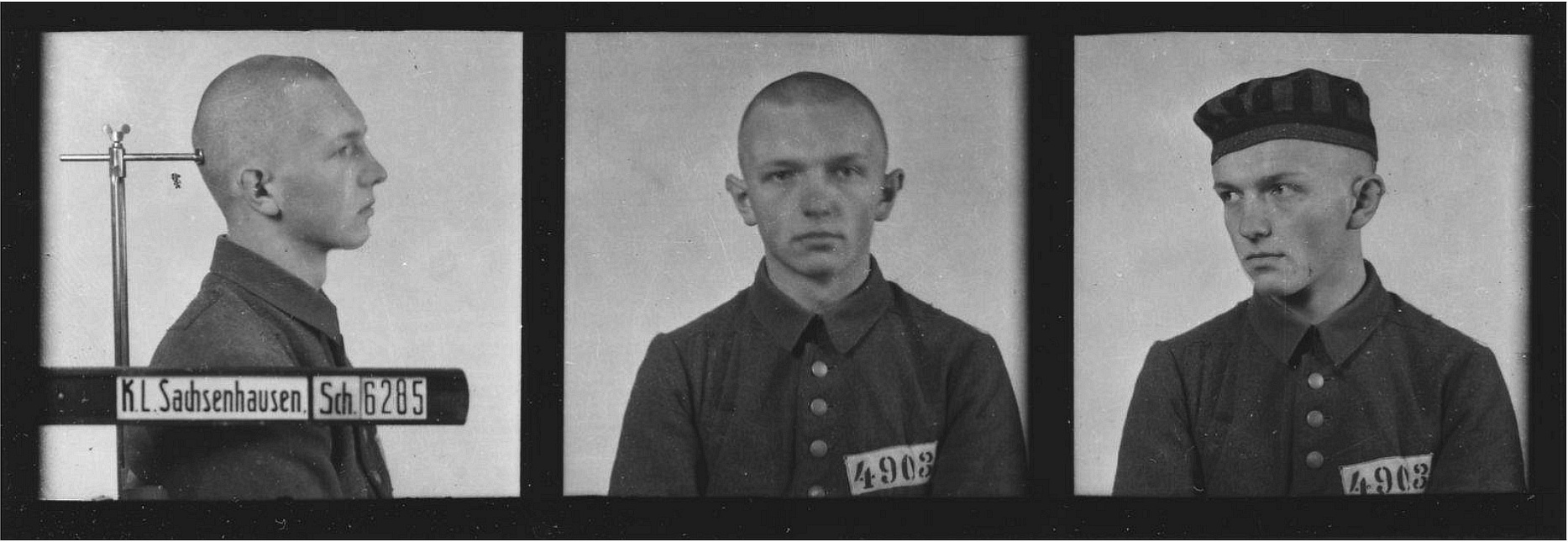
Oleg Homola na vězeňské fotografii z roku 1939
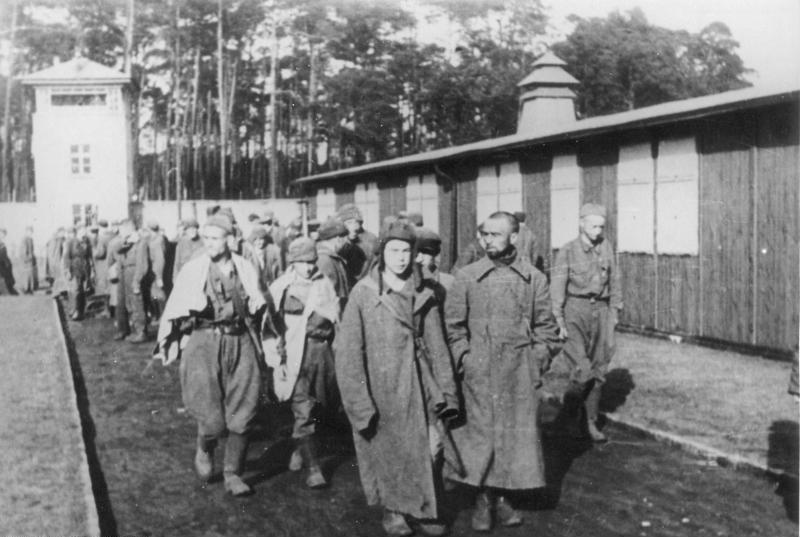
Vězni v roce 1941

## Publikace vydané posmrtně
- HOMOLA, Oleg. Slunce v aspiku: autobiografický román o internaci českých studentů v koncentračním táboře Sachsenhausen v letech 1939-1942. První vydání. V Praze: ZHOLA, Zdeněk Homola, 2021. 485 stran. ISBN 978-80-908238-0-8.
- HOMOLA, Oleg. Třešňový andílek: erotický kvaš. V Praze: ZHOLA, Zdeněk Homola, 2023. 261 stran. ISBN 978-80-908238-5-3. (Krátká novela odhalující vnitřní svět a city hlavního hrdiny na jeho cestě za láskou a vzájemnou intimitou.)[21]